# Olympische Sommerspiele 2004/Teilnehmer (Ungarn)
| Gelbes Symbol für Goldmedaillen mit stilisierten Olympischen Ringen | Graues Symbol für Silbermedaillen mit stilisierten Olympischen Ringen | Braundes Symbol für Bronzemedaillen mit stilisierten Olympischen Ringen |
| ------------------------------------------------------------------- | --------------------------------------------------------------------- | ----------------------------------------------------------------------- |
| 8                                                                   | 6                                                                     | 3                                                                       |

Ungarn nahm bei den Olympischen Sommerspielen in der griechischen Hauptstadt Athen mit 209 Sportlern, 90 Frauen und 119 Männern, teil.
Seit 1896 war es die 23. Teilnahme Ungarns bei Olympischen Sommerspielen.

## Flaggenträger
Der Judoka Antal Kovács trug die Flagge Ungarns während der Eröffnungsfeier im Olympiastadion.

## Medaillengewinner
Mit acht gewonnenen Gold-, sechs Silber- und drei Bronzemedaillen belegte das ungarische Team Platz 12 im Medaillenspiegel.

### Gold
| Name/n | Sportart           | Wettkampf                                 |
| --- | ------------------ | ----------------------------------------- |
| Tímea Nagy | Fechten            | Frauen, Degen, Einzel                     |
| Nataša Dušev-Janić | Kanu               | Frauen, Einer-Kajak, 500 Meter            |
| Nataša Dušev-Janić & Katalin Kovács | Kanu               | Frauen, Zweier-Kajak, 500 Meter           |
| Gábor Horváth, Zoltán Kammerer, Botond Storcz & Ákos Vereckei | Kanu               | Männer, Vierer-Kajak, 1000 Meter          |
| Zsuzsanna Vörös | Moderner Fünfkampf | Frauenmehrkampf                           |
| István Majoros | Ringen             | Männer, Bantamgewicht, griechisch-römisch |
| Diána Igaly | Schießen           | Frauen, Skeet                             |
| Tibor Benedek, Péter Biros, Rajmund Fodor, István Gergely, Tamás Kásás, Gergely Kiss, Norbert Madaras, Tamás Molnár, Ádám Steinmetz, Barnabás Steinmetz, Zoltán Szécsi, Tamás Varga & Attila Vári | Wasserball         | Männerturnier                             |

### Silber
| Name/n                                                     | Sportart       | Wettkampf                       |
| ---------------------------------------------------------- | -------------- | ------------------------------- |
| Zsolt Nemcsik                                              | Fechten        | Männer, Säbel, Einzel           |
| Gábor Boczkó, Géza Imre, Iván Kovács & Krisztián Kulcsár   | Fechten        | Männer, Degen, Mannschaft       |
| Eszter Krutzler                                            | Gewichtheben   | Frauen, Klasse bis 69 kg        |
| Kinga Bóta, Katalin Kovács, Szilvia Szabó & Erzsébet Viski | Kanu           | Frauen, Vierer-Kajak, 500 Meter |
| Zoltán Kővágó                                              | Leichtathletik | Männer, Diskuswurf              |
| Dániel Gyurta                                              | Schwimmen      | Männer, 200 Meter Brust         |

### Bronze
| Name/n                           | Sportart  | Wettkampf                           |
| -------------------------------- | --------- | ----------------------------------- |
| Attila Vajda                     | Kanu      | Männer, Einer-Canadier, 1000 Meter  |
| György Kolonics & György Kozmann | Kanu      | Männer, Zweier-Canadier, 1000 Meter |
| László Cseh                      | Schwimmen | Männer, 400 Meter Lagen             |

## Teilnehmer nach Sportarten

### Boxen
- Vilmos Balog
Weltergewicht: 9. Platz

- Károly Balzsay
Mittelgewicht: 9. Platz

- Pál Bedák
Halbfliegengewicht: 17. Platz

- Zsolt Bedák
Bantamgewicht: 9. Platz

- Gyula Káté
Leichtgewicht: 17. Platz

### Fechten
- Gábor Boczkó
Männer, Degen, Einzel: 18. Platz
Männer, Degen, Mannschaft: Silber

- Domonkos Ferjancsik
Männer, Säbel, Einzel: 10. Platz
Männer, Säbel, Mannschaft: 5. Platz

- Kende Fodor
Männer, Säbel, Mannschaft: 5. Platz

- Adrienn Hormay
Frauen, Degen, Einzel: 17. Platz
Frauen, Degen, Mannschaft: 5. Platz

- Géza Imre
Männer, Degen, Einzel: 21. Platz
Männer, Degen, Mannschaft: Silber

- Iván Kovács
Männer, Degen, Einzel: 13. Platz
Männer, Degen, Mannschaft: Silber

- Krisztián Kulcsár
Männer, Degen, Mannschaft: Silber

- Balázs Lengyel
Männer, Säbel, Einzel: 18. Platz
Männer, Säbel, Mannschaft: 5. Platz

- Ildikó Mincza-Nébald
Frauen, Degen, Einzel: 4. Platz
Frauen, Degen, Mannschaft: 5. Platz

- Aida Mohamed
Frauen, Florett, Einzel: 4. Platz

- Orsolya Nagy
Frauen, Säbel, Einzel: 18. Platz

- Tímea Nagy
Frauen, Degen, Einzel: Gold 
Frauen, Degen, Mannschaft: 5. Platz

- Zsolt Nemcsik
Männer, Säbel, Einzel: Silber 
Männer, Säbel, Mannschaft: 5. Platz

- Hajnalka Tóth
Frauen, Degen, Mannschaft: 5. Platz

- Gabriella Varga
Frauen, Florett, Einzel: 6. Platz

### Gewichtheben
- Attila Feri
Männer, Mittelgewicht: 6. Platz

- Ferenc Gyurkovics
Männer, Schwergewicht: nachträglich disqualifiziert

- Zoltán Kovács
Männer, Schwergewicht: nachträglich disqualifiziert

- Eszter Krutzler
Frauen, Leichtschwergewicht: Silber

- Gyöngyi Likerecz
Frauen, Schwergewicht: 4. Platz

- László Tancsics
Männer, Bantamgewicht: 7. Platz

- Viktória Varga
Frauen, Superschwergewicht: 4. Platz

### Handball
- Männerturnier
4. Platz

- Kader
Gábor Császár
Ivo Díaz
Nándor Fazekas
Gyula Gál
Gergely Harsányi
Ferenc Ilyés
Gergő Iváncsik
Balázs Laluska
Péter Lendvay
Richárd Mezei
Tamás Mocsai
László Nagy
István Pásztor
Carlos Pérez
János Szathmári

- Frauenturnier
5. Platz

- Kader
Beáta Bohus-Megyerbíró
Ágnes Farkas
Bernadett Ferling
Anita Görbicz
Erika Kirsner
Anita Kulcsár
Zsuzsanna Lovász-Pavlik
Ibolya Mehlmann
Zsuzsanna Palffy
Katalin Pálinger
Krisztina Pigniczki
Bojana Radulovics
Irina Sirina
Eszter Siti
Timea Tóth

### Judo
- Antal Kovács
Männer, Halbschwergewicht: Viertelfinale

- Miklós Ungvári
Männer, Halbleichtgewicht: 2. Runde

### Kanu
- István Beé
Männer, Kajak-Zweier, 1000 Meter: 9. Platz

- Zoltán Benkő
Männer, Kajak-Zweier, 1000 Meter: 9. Platz

- Kinga Bóta
Frauen, Kajak-Vierer, 500 Meter: Silber

- Natasa Douchev-Janics
Frauen, Kajak-Einer, 500 Meter: Gold 
Frauen, Kajak-Zweier, 500 Meter: Gold

- Gábor Horváth
Männer, Kajak-Vierer, 1000 Meter: Gold

- Márton Joób
Männer, Canadier-Einer, 500 Meter: 7. Platz

- Zoltán Kammerer
Männer, Kajak-Zweier, 500 Meter: 5. Platz
Männer, Kajak-Vierer, 1000 Meter: Gold

- Roland Kökény
Männer, Kajak-Einer, 1000 Meter: 6. Platz

- György Kolonics
Männer, Canadier-Zweier, 500 Meter: 7. Platz
Männer, Canadier-Zweier, 1000 Meter: Bronze

- Katalin Kovács
Frauen, Kajak-Zweier, 500 Meter: Gold 
Frauen, Kajak-Vierer, 500 Meter: Silber

- György Kozmann
Männer, Canadier-Zweier, 500 Meter: 7. Platz
Männer, Canadier-Zweier, 1000 Meter: Bronze

- Botond Storcz
Männer, Kajak-Zweier, 500 Meter: 5. Platz
Männer, Kajak-Vierer, 1000 Meter: Gold

- Szilvia Szabó
Frauen, Kajak-Vierer, 500 Meter: Silber

- Attila Vajda
Männer, Canadier-Einer, 1000 Meter: Bronze

- Ákos Vereckei
Männer, Kajak-Einer, 500 Meter: 5. Platz
Männer, Kajak-Vierer, 1000 Meter: Gold

- Erzsébet Viski
Frauen, Kajak-Vierer, 500 Meter: Silber

### Leichtathletik
- Zita Ajkler
Frauen, Weitsprung: 25. Platz in der Qualifikation

- Adrián Annus
Männer, Hammerwurf: Gold  disqualifiziert

- Zsolt Bácskai
Männer, Marathon: DNF

- Zsolt Biber
Männer, Kugelstoßen: 23. Platz in der Qualifikation

- László Boros
Männer, Hochsprung: 33. Platz in der Qualifikation

- Levente Csillag
Männer, 110 Meter Hürden: Vorläufe

- Zoltán Czukor
Männer, 50 Kilometer Gehen: 24. Platz

- Katalin Divós
Frauen, Hammerwurf: 17. Platz in der Qualifikation

- Gábor Dobos
Männer, 100 Meter: Vorläufe

- Gyula Dudás
Männer, 20 Kilometer Gehen: 30. Platz

- Róbert Fazekas
Männer, Diskuswurf: disqualifiziert

- Edina Füsti
Frauen, 20 Kilometer Gehen: 44. Platz

- Gergely Horváth
Männer, Speerwurf: 26. Platz in der Qualifikation

- Anikó Kálovics
Frauen, 10.000 Meter: 20. Platz

- Ida Kovács
Frauen, Marathon: 60. Platz

- Zoltán Kővágó
Männer, Diskuswurf: Silber

- Éva Kürti
Frauen, Kugelstoßen: 36. Platz in der Qualifikation
Frauen, Diskuswurf: 38. Platz in der Qualifikation

- Tamás Margl
Männer, Weitsprung: 38. Platz in der Qualifikation

- Gábor Máté
Männer, Diskuswurf: 11. Platz

- Krisztina Molnár
Frauen, Stabhochsprung: 18. Platz in der Qualifikation

- Roland Németh
Männer, 100 Meter: Viertelfinale

- Éva Orbán
Frauen, Hammerwurf: 24. Platz in der Qualifikation

- Krisztina Papp
Frauen, 5000 Meter: Vorläufe

- Krisztián Pars
Männer, Hammerwurf: 5. Platz

- Géza Pauer
Männer, 200 Meter: Viertelfinale

- Beáta Rakonczai
Frauen, Marathon: 48. Platz

- Simona Staicu
Frauen, Marathon: 45. Platz

- Nikolett Szabó
Frauen, Speerwurf: 16. Platz in der Qualifikation

- Zsolt Szeglet
Männer, 400 Meter: Vorläufe

- Péter Tölgyesi
Männer, Dreisprung: 26. Platz in der Qualifikation

- János Tóth
Männer, 50 Kilometer Gehen: 41. Platz

- Júlia Tudja
Frauen, Hammerwurf: 18. Platz in der Qualifikation

- Judit Varga
Frauen, 1500 Meter: Vorläufe

- Tünde Vaszi
Frauen, Weitsprung: 7. Platz

- Attila Zsivóczky
Männer, Zehnkampf: 6. Platz

### Moderner Fünfkampf
- Gábor Balogh
Männer, Einzel: 8. Platz

- Csilla Füri
Frauen, Einzel: 11. Platz

- Ákos Kállai
Männer, Einzel: 18. Platz

- Zsuzsanna Vörös
Frauen, Einzel: Gold

### Radsport
- László Bodrogi
Männer, Straßenrennen: 71. Platz
Männer, Einzelzeitfahren: 21. Platz

- Zsolt Vinczeffy
Männer, Mountainbike, Cross-Country: 43. Platz

### Ringen
- Ottó Aubéli
Männer, Klasse bis 120 kg, Freistil: 18. Platz

- Tamás Berzicza
Männer, Klasse bis 74 kg, griechisch-römisch: 8. Platz

- Mihály Deák Bárdos
Männer, Klasse bis 120 kg, griechisch-römisch: 10. Platz

- Levente Füredy
Männer, Klasse bis 66 kg, griechisch-römisch: 15. Platz

- Gábor Hatos
Männer, Klasse bis 66 kg, Freistil: 15. Platz

- István Majoros
Männer, Klasse bis 55 kg, griechisch-römisch: Gold

- Árpád Ritter
Männer, Klasse bis 74 kg, Freistil: 16. Platz

- Lajos Virág
Männer, Klasse bis 96 kg, griechisch-römisch: 9. Platz

- Gergő Wöller
Männer, Klasse bis 60 kg, Freistil: 19. Platz

### Rudern
- Gábor Bencsik & Ákos Haller
Männer, Doppelzweier: 11. Platz

- Zsolt Hirling & Tamás Varga
Männer, Leichtgewichts-Doppelzweier: 5. Platz

- Mónika Remsei & Edit Stift
Frauen, Leichtgewichts-Doppelzweier: 15. Platz

### Schießen
- Zsófia Csonka
Frauen, Luftpistole: 26. Platz
Frauen, Sportpistole: 30. Platz

- Dorottya Erdős
Frauen, Luftpistole: 21. Platz
Frauen, Sportpistole: 34. Platz

- Diána Igaly
Frauen, Skeet: Gold

- Éva Joó
Frauen, Luftgewehr: 14. Platz
Frauen, Kleinkaliber, Dreistellungskampf: 23. Platz

- Beáta Krzyzewsky
Frauen, Luftgewehr: 37. Platz
Frauen, Kleinkaliber, Dreistellungskampf: 31. Platz

- Lajos Pálinkás
Männer, Schnellfeuerpistole: 12. Platz

- Péter Sidi
Männer, Luftgewehr: 12. Platz
Männer, Kleinkaliber, Dreistellungskampf: 19. Platz
Männer, Kleinkaliber, liegend: 24. Platz

- Attila Simon
Männer, Luftpistole: 43. Platz
Männer, Freie Pistole: 36. Platz

### Schwimmen
- Richárd Bodor
Männer, 100 Meter Brust: 14. Platz
Männer, 200 Meter Brust: 10. Platz
Männer, 4 × 100 Meter: 7. Platz

- Viktor Bodrogi
Männer, 200 Meter Rücken: 24. Platz

- Beatrix Boulsevicz
Frauen, 100 Meter Schmetterling: 18. Platz
Frauen, 200 Meter Schmetterling: 17. Platz

- László Cseh, Jr.
Männer, 100 Meter Rücken: 6. Platz
Männer, 200 Meter Lagen: 4. Platz
Männer, 400 Meter Lagen: Bronze 
Männer, 4 × 100 Meter Freistil: 7. Platz

- Zsuzsanna Csobánki
Frauen, 50 Meter Freistil: 41. Platz

- Zsolt Gáspár
Männer, 100 Meter Schmetterling: 34. Platz
Männer, 4 × 100 Meter Freistil: 7. Platz

- Balázs Gercsák
Männer, 4 × 200 Meter Freistil: 16. Platz

- Dániel Gyurta
Männer, 200 Meter Brust: Silber

- Péter Horváth
Männer, 100 Meter Rücken: 34. Platz

- Katinka Hosszú
Frauen, 200 Meter Freistil: 31. Platz

- Zsuzsanna Jakabos
Frauen, 400 Meter Lagen: 15. Platz

- Tamás Kerékjártó
Männer, 4 × 200 Meter Freistil: 16. Platz
Männer, 200 Meter Lagen: 13. Platz

- Gergő Kis
Männer, 1500 Meter Freistil: 23. Platz

- Boldizsár Kiss
Männer, 400 Meter Freistil: 38. Platz

- Dávid Kolozár
Männer, 200 Meter Schmetterling: 25. Platz

- Ágnes Kovács
Frauen, 100 Meter Brust: 10. Platz
Frauen, 200 Meter Brust: 5. Platz
Frauen, 200 Meter Lagen: 4. Platz

- Balázs Makány
Männer, 4 × 200 Meter Freistil: 16. Platz

- Ágnes Mutina
Frauen, 100 Meter Freistil: 38. Platz

- Éva Risztov
Frauen, 400 Meter Freistil: 15. Platz
Frauen, 200 Meter Schmetterling: 8. Platz
Frauen, 400 Meter Lagen: 4. Platz

- Nikolett Szepesi
Frauen, 100 Meter Rücken: 21. Platz

- Tamás Szűcs
Männer, 200 Meter Freistil: 32. Platz
Männer, 4 × 200 Meter Freistil: 16. Platz

- Krisztián Takács
Männer, 50 Meter Freistil: 32. Platz

- Evelyn Verrasztó
Frauen, 200 Meter Rücken: 14. Platz

- Attila Zubor
Männer, 100 Meter Freistil: 28. Platz
Männer, 4 × 100 Meter Freistil: 7. Platz

### Segeln
- Áron Gádorfalvi
Männer, Windsurfen: 22. Platz

- Balázs Hajdú
Männer, Finn-Dinghy: 23. Platz

- Csaba Cserép & Péter Czégai
Männer, 470er: 27. Platz

- Lívia Győrbiró
Frauen, Windsurfen: 24. Platz

- Anna Payr & Márta Weöres
Frauen, 470er: 19. Platz

### Tennis
- Melinda Czink
Frauen, Einzel: 33. Platz
Frauen, Doppel: 17. Platz

- Anikó Kapros
Frauen, Doppel: 17. Platz

- Petra Mandula
Frauen, Einzel: 33. Platz
Frauen, Doppel: 17. Platz

- Kyra Nagy
Frauen, Doppel: 17. Platz

### Tischtennis
- Csilla Bátorfi
Frauen, Einzel: 33. Platz
Frauen, Doppel: 9. Platz

- Mária Fazekas
Frauen, Einzel: 33. Platz

- Krisztina Tóth
Frauen, Einzel: 17. Platz
Frauen, Doppel: 9. Platz

### Triathlon
- Erika Molnár
Frauen, Einzel: 38. Platz

### Turnen
- Róbert Gál
Männer, Einzelmehrkampf: 94. Platz
Männer, Boden: 24. Platz in der Qualifikation
Männer, Pferd: 6. Platz

- Krisztina Szarka
Frauen, Einzelmehrkampf: 63. Platz in der Qualifikation
Frauen, Boden: 81. Platz in der Qualifikation
Frauen, Pferd: 80. Platz in der Qualifikation
Frauen, Stufenbarren: 85. Platz in der Qualifikation
Frauen, Schwebebalken: 75. Platz in der Qualifikation

### Wasserball
- Männerturnier
Gold

- Kader
Tibor Benedek
Péter Biros
Rajmund Fodor
István Gergely
Tamás Kásás
Gergő Kiss
Norbert Madaras
Tamás Molnár
Ádám Steinmetz
Barnabás Steinmetz
Zoltán Szécsi
Tamás Varga
Attila Vári

- Frauenturnier
6. Platz

- Kader
Rita Drávucz
Anett Györe
Dóra Kisteleki
Anikó Pelle
Ágnes Primász
Ildikó Sós Zirigh
Mercédesz Stieber
Krisztina Szremkó
Zsuzsanna Tiba
Andrea Tóth
Ágnes Valkai
Erzsébet Valkai
Krisztina Zantleitner

### Wasserspringen
- Nóra Barta
Frauen, Kunstspringen: 14. Platz

- András Hajnal
Männer, Turmspringen: 33. Platz

- Villő Kormos
Frauen, Kunstspringen: 32. Platz